# 七人の無頼漢
『七人の無頼漢』（しちにんのぶらいかん, 原題：Seven Men From Now）は、1956年制作のアメリカ合衆国の西部劇映画。バッド・ベティカー監督。ジョン・ウェインがクレジットなしで製作に参加している。

## あらすじ
元保安官のストライドは7人組の無頼漢に妻を殺されたうえ、大金を奪われた。
彼は復讐のため一味を追う途中、幌馬車に乗ったジョン・グリーアとアニーの夫婦と出会った。その後、マスターズとクリントという2人の男を加えて、一味が潜むと思われる町へ向かった。
だが、途中の露営でマスターズはしつこくアニーに言い寄って怒ったストライドに殴られ、置いていかれた。
腹いせにマスターズは先回りして町に入り、7人組の首領ボディーンと会った。ボディーンは奪った金がグリーアの幌馬車で運ばれてくることを話す。
一方、ストライドも、グリーアがボスのボディーンに大金を届ける途中だとアニーに話しているのを聞き、全てを知った。
ストライドは一計を案じてボディーン一味をおびき寄せ、戦いが始まった。

## キャスト
- ベン・ストライド：ランドルフ・スコット
- アニー・グリーア：ゲイル・ラッセル
- ビル・マスターズ：リー・マーヴィン
- ジョン・グリーア：ウォルター・リード
- ボディーン：ジョン・ラーチ